# Памятник Ленину (Таганрог, Октябрьская площадь)
Памятник Ленину — памятник В. И. Ленину, установленный на Октябрьской площади Таганрога в 1970 году. Скульптор — Н. В. Томский, архитектор — А. А. Заварзин, инженер — С. П. Хаджибаронов. Объект культурного наследия России — памятник монументального искусства.

## Памятник
Бронзовая скульптура имеет высоту 4,62 метра, пьедестал — 2,74 метра. Пьедестал облицован полированными мраморными плитами.

## История
Закладка памятника Ленину на Октябрьской площади состоялась 22 апреля 1970 года, в 100-летие со дня рождения вождя. Торжественное открытия памятника состоялось 6 ноября 1970 года.
Постановлением Совета Министров РСФСР № 624 от 4 декабря 1974 года памятник взят под охрану как памятник монументального искусства государственного значения, в 1992 году решение о взятии памятника на государственную охрану принял малый Совет Ростовского облсовета.
Каждый год в день рождения Ленина 22 апреля члены таганрогского отделения КПРФ возлагают к памятнику цветы.